# QuakeC
QuakeC (w skrócie QC) – język skryptowy zaimplementowany w grze komputerowej Quake. Jest on używany do programowania elementów logiki gry, takich jak część sztucznej inteligencji, zdarzenia i zmiany na poziomach.
Większość komputerowych gier jest napisana w czystym C lub C++ i skompilowana do postaci wykonywalnej, co daje większą szybkość. To jednak utrudnia społeczności graczy tworzenie modów i zwiększa trudność przeniesienia gry na inne platformy.
Mimo swych zalet, pomysł implementacji logiki gry w odrębnym języku skryptowym i pisanie interpretera dla niego został szybko porzucony (nawet przez Johna Carmacka, który go wdrożył) z powodu braku elastyczności interpretowanego języka, zwiększającej się komplikacji logiki gry i faktu, że opublikowanie części kodu źródłowego jest wystarczające dla społeczności tworzącej mody.